# Citoyenneté indéterminée (Estonie)
L'appellation « citoyenneté indéterminée » (en estonien määratlemata kodakondsus) est utilisée par l'État estonien pour désigner la population de résidents apatrides vivant sur le territoire estonien. En français, le terme de « non-citoyens » est également utilisé pour qualifier cette population dans les médias et institutions.

## Origine et contexte historique

### Transferts de population pendant l'occupation soviétique de l'Estonie
En 1940, pendant la Seconde Guerre mondiale, la république d'Estonie est occupée et annexée par l'Union soviétique, qui en fait la une de ses républiques constituantes. Elle est ensuite occupée par l'Allemagne nazie de 1941 à 1944, avant de repasser sous contrôle soviétique jusqu'en 1991. L'annexion est jugée illégale par le Gouvernement estonien en exil et n'est pas reconnue par les pays du bloc de l'Ouest.
L'URSS instaure une stratégie de développement économique notamment axée sur le développement industriel et une forme de spécialisation régionale, et développe en parallèle un processus d'unification nationale progressif. Pour se faire, l'URSS initie des transferts de population interne entre les régions, servant entre autres, à combler la pénurie de main-d'œuvre nécessaire à l'industrie. Ainsi, entre 1945 et 1991, la proportion de citoyens soviétiques venus d'autres territoires (en particulier de Russie continentale) augmente largement. La part de Russes ethniques atteint le pic de 30 % de la population totale en 1989.
Si l'idéologie soviétique entend dépasser les cultures nationales et mélanger les populations, les effets de cette politique en Estonie s'apparentent dans les faits à une lente colonisation de peuplement couplée d'une forme de russification, et menacent la place de la culture et la langue estonienne dans la société. La plupart des colons soviétiques, russophones de naissance, n'ont pas besoin d'apprendre la langue indigène pour vivre en Estonie, le russe étant devenu la principale langue de contact avec l'administration centrale, dans les milieu universitaires, scolaires et culturels.
L'annexion de l'Estonie par l'Union soviétique en 1940 est jugée illégale au regard du droit estonien de l'époque. L'Estonie a maintenu son État sous forme embryonnaire (depuis l'étranger) pendant toute la période de la guerre, puis d'occupation, et a ainsi pu garantir la continuité juridique dudit État jusqu'au rétablissement de l'indépendance. Sur cette base, l'État estonien considère que la domination soviétique est une occupation illégale par une puissance étrangère, et invoque le principe de droit international Ex injuria jus non oritur (« les actes illégaux ne font pas loi »),. Selon ce point de vue, l'Union soviétique a ainsi transgressé l'article 49 de la quatrième convention de Genève, interdisant à une puissance occupant un territoire d'y transférer sa population civile,.

### Rétablissement de l'indépendance et lois sur la citoyenneté
En 1991, la politique de restauration de l'État a notamment pour objectif prioritaire de réparer les dommages subis par la société estonienne, souhaitant se rapprocher le plus possible d'une situation de Restitutio in integrum. La Loi sur la citoyenneté de 1938 est ainsi rétablie : les citoyens estoniens de l'entre-deux-guerres et leurs descendants (quel que soit leur groupe ethnique/minorité nationale) peuvent ainsi, sur simple demande, obtenir ou récupérer la citoyenneté, y compris ceux ayant fui à l'étranger lors de l'invasion.
Le restauration de l'état estonien et la primauté de ses lois étant rétablies, le statut administratif des colons soviétiques arrivés dans un cadre illégal du fait de l'occupation n'est pas considéré par l'état estonien comme étant de sa responsabilité. En parallèle, l'effondrement de l'URSS entraine l'expiration de la citoyennété soviétique pour cette population, qui, bien qu'étant autorisé à rester vivre sur le territoire, se retrouve sans citoyenneté (apatride).
Les ex-citoyens soviétiques souhaitant devenir estoniens doivent alors obtenir la citoyenneté en suivant les procédures de naturalisation de droit commun prévues pour tous les étrangers dans cette situation. Comme dans de nombreux pays, l'Estonie impose des conditions de naturalisation permettant de garantir la loyauté à l'État, et la survie de la langue et la culture nationale, auparavant menacées et très peu maitrisées par cette population,,.
Au fil du temps, les ex-citoyens soviétiques deviennent estonien à leur tour via les procédures de droit commun : depuis 1991, plus de 180 000 personnes (souvent d'ethnie russe, biélorusse ou ukrainienne) sont devenues des citoyens estoniens.
En parallèle, la Russie, État continuateur de l'Union soviétique, reste fidèle au récit de l'État soviétique et considère l'annexion de l'Estonie par l'URSS comme légale. La Russie facilite l'obtention de sa citoyenneté aux citoyens de l'URSS, y compris ceux situés à l'étranger. Ainsi, près de 80 000 ex-citoyens soviétiques résidents ont choisi la citoyenneté russe et vivent en tant qu'étrangers sur le sol estonien.
Ainsi, les personnes à la citoyenneté indéterminée sont les personnes n'ayant obtenu la citoyenneté d'aucun pays depuis 1991. Si leur nombre se réduit au fil des années, passant sous la barre des 100 000 en 2011, de nombreuses agences internationales, ainsi que l'Union européenne et ONG, signalent la forte proportion restante de non-citoyens et demandent des efforts supplémentaires à l'État estonien.
Dans les années 2010, l'État estonien assouplit notamment les conditions d'accession à la citoyenneté pour les enfants de non-citoyens. L'apprentissage de l'estonien étant obligatoire à l'école, ils sont ainsi exemptés de réaliser un test de langue.